# Station Dissay
Station Dissay is een spoorwegstation in de Franse gemeente Dissay.